# Beauvechain
Beauvechain (neerlandeză Bevekom, valonă Bôvetchén) este o comună francofonă din regiunea Valonia din Belgia. Comuna este formată din localitățile Beauvechain, Hamme-Mille, L'Écluse, Nodebais și Tourinnes-la-Grosse. Suprafața totală este de 38,58 km². La 1 ianuarie 2008 comuna avea o populație totală de 6.621 locuitori. 